# Lajos László (orvos)
Lajos László, teljes nevén Lajos László Zoltán (Pécs, 1904. október 21. – Pécs, 1975. szeptember 28.) magyar orvos, szülész-nőgyógyász, egyetemi tanár, az orvostudományok kandidátusa (1952).

## Élete
Lajos Ferenc (1879–1958) főreáliskolai tanár és Beke Lina Terézia (1880–1961) gyermekeként született. Öccse Lajos Iván volt.
Középiskolai tanulmányai után előbb Budapesten, majd Pécsett folytatta orvosi tanulmányait, 1928-ban szerzett diplomát. Ekkor a pécsi Erzsébet Tudományegyetem gyakornoka lett, majd a Szülészkerületi Hivatal vezetője volt. 1933-ban szülész-nőgyógyász szakképesítést szerzett és tanársegéd lett. 1938-ban adjunktus, 1941-ben magántanár lett. 1946-tól egyetemi tanár, 1947-től 1949-ig az orvosi kar dékánja volt. 1946-tól 29 éven át vezette igazgatóként a Szülészeti és Nőgyógyászati Klinikát. 1952-ben az orvostudományok kandidátusa lett.
A Nőgyógyász Szakcsoportnak társelnöke, majd két ízben elnöke is volt. Tagja volt a Magyar Tudományos Akadémia és ÉTI közös II. sz. Klinikai Bizottságának, az Országos Szülészeti és Nőgyógyászati Intézet szakmai kollégiumának, valamint a Magyar Endokrinológiai, Farmakológiai és Onkológiai Társaságnak is.
Elsősorban szülészeti és nőgyógyászati endokrinológiával foglalkozott. Nevéhez fűződik a placentotropin, az agyalapi mirigyben a terhesség alatt termelődő új proteohormon leírása, amelynek hatásmechanizmusával és diagnosztikai értékével foglalkozott. Jelentős szerepe volt a klinika fejlesztésébe. Iskolateremtő egyéniségnek tartották, tanítványa, majd később munkatársa volt többek között Gáti István is. 161 tudományos közlemény szerzője.
Nyugdíjba vonulása után néhány hónappal, 1975-ben hunyt el Pécsett. A pécsi központi temetőben nyugszik.

## Főbb művei
- Szülészet (Horn Bélával, Zoltán Imrével, Budapest, 1953)
- Nőgyógyászat (Árvay Sándorral, Fekete Sándorral, Zoltán Imrével, Budapest, 1957)
- Szülészet és nőgyógyászat haladása (szerk. Fekete Sándor, Budapest, 1962)
- Szülészet (Horn Bélával, Zoltán Imrével, Budapest, 1976)

## Díjai, elismerései
- Felsőoktatás kiváló dolgozója (1952)
- Kiváló orvos (1953)
- Kiváló feltaláló (1967)
- Munka Érdemrend arany fokozata (1975)